# Quay Walker
JaQuavian Jy’Quese „Quay“ Walker (geboren am 8. Mai 2000 in Cordele, Georgia) ist ein US-amerikanischer American-Football-Spieler auf der Position des Linebackers. Er spielte College Football für die University of Georgia und gewann mit Georgia in der Saison 2021 das College Football Playoff National Championship Game. Im NFL Draft 2022 wurde Walker in der ersten Runde von den Green Bay Packers ausgewählt.

## College
Walker besuchte die Crisp County High School in seiner Heimatstadt Cordele, Georgia, und spielte dort Football und Basketball. Ab 2018 ging er auf die University of Georgia, um College Football für die Georgia Bulldogs zu spielen. Obwohl er als einer der besten Spieler seines Highschooljahrgangs galt, schaffte Walker in seinen ersten drei Jahren nicht den Sprung in die Stammformation der Bulldogs, da mit Tae Crowder, Monty Rice und Nakobe Dean mehrere weitere spätere NFL-Spieler auf seiner Position vor ihm standen. In der Saison 2021 war Walker dann schließlich in allen 15 Partien Starter und war einer der Schlüsselspieler in der Defense der Bulldogs, die in dieser Saison das College Football Playoff National Championship Game, die nationale Meisterschaft im College Football, gewannen. Im Championship Game gegen die Alabama Crimson Tide erzielte er acht Tackles und führte sein Team damit in dieser Statistik an. In seiner einzigen Saison als Stammspieler verzeichnete Walker insgesamt 67 Tackles, davon 5,5 für Raumverlust, und 1,5 Sacks, zudem wehrte er drei Pässe ab. In vier Jahren bestritt er 52 Spiele für Georgia, davon 17 als Starter.

## NFL
Walker wurde im NFL Draft 2022 in der ersten Runde an 22. Stelle von den Green Bay Packers ausgewählt. Er ging als Stammspieler für die Packers in seine erste NFL-Saison. Von 17 Partien bestritt er 16 als Starter. Mit 121 Tackles führte Walker sein Team in dieser Statistik an, zudem erzielte er 1,5 Sacks, konnte drei Fumbles erzwingen und sieben Pässe abwehren. Am 10. September 2023 erzielte Walker beim 38:20-Sieg gegen die Chicago Bears seinen ersten Touchdown, indem er einen Pass von Justin Fields abfing und diesen 37 Yards zurücktrug. Insgesamt gelangen ihm 118 Tackles in der Saison 2023, dabei verpasste er drei Spiele verletzungsbedingt.

### NFL-Statistiken
| Saison                             | Saison | Spiele | Spiele      | Tackles | Tackles | Tackles | Tackles | Interceptions | Interceptions | Interceptions | Interceptions | Interceptions | Fumbles | Fumbles | Fumbles |
| Jahr                               | Team   | Spiele | als Starter | Gesamt  | Solo    | Ast     | Sacks   | PD            | INT           | Yds           | Lng           | TD            | FF      | FR      | TD      |
| ---------------------------------- | ------ | ------ | ----------- | ------- | ------- | ------- | ------- | ------------- | ------------- | ------------- | ------------- | ------------- | ------- | ------- | ------- |
| 2022                               | GB     | 17     | 16          | 121     | 75      | 46      | 1,5     | 7             | 0             | 0             | 0             | 0             | 3       | 1       | 0       |
| 2023                               | GB     | 14     | 14          | 118     | 59      | 59      | 2,5     | 3             | 1             | 37            | 37            | 1             | 0       | 0       | 0       |
| 2024                               | GB     | 13     | 13          | 102     | 72      | 30      | 2,5     | 2             | 0             | 0             | 0             | 0             | 0       | 0       | 0       |
| Gesamt                             | Gesamt | 44     | 43          | 341     | 206     | 135     | 6,5     | 12            | 1             | 37            | 37            | 1             | 3       | 1       | 0       |
| Quelle: pro-football-reference.com |        |        |             |         |         |         |         |               |               |               |               |               |         |         |         |